# Гетманов (хутор)
Ге́тманов (1-е отделение) — хутор в Миллеровском районе Ростовской области. Входит в состав Туриловского сельского поселения.

## География
На хуторе имеется одна улица: Гетмановская.

## История
Согласно Всероссийской переписи населения 1897 года посёлок Гетманский находился на частновладельческих землях. В нём было 14 дворов, 100 жителей (51 мужчина и 49 женщин). Из 100 жителей, 99 были переселенцами из других губерний Российской империи. По переписи 1926 года — хутор в Мальчевском сельсовете Мальчевско-Полненского района; 10 дворов, 89 жителей (40 мужчин и 49 женщин).

## Население
| 2010 |
| ---- |
| 247  |

### Известные люди
В хуторе родился Герой Социалистического Труда Павел Мирошниченко.